# Christa Schäpertöns
Christa Schäpertöns (* 18. Mai 1981) ist eine deutsche Fußballspielerin.

## Karriere

### Vereine
Die 167 cm große Stürmerin Schäpertöns begann beim FSV Kapellen mit dem Fußballspielen. 1991 folgte der Wechsel zum FC Rumeln-Kaldenhausen. Dem Jugendalter entwachsen, stieg sie zur Saison 1997/98 in die Bundesligamannschaft des FCR Duisburg, wie sich der Vorgängerverein seit dem 1. Juli 1997 nannte, auf. Am Ende ihrer Premierensaison im Seniorinnenbereich belegte sie mit ihrer Mannschaft den 3. Platz in der Meisterschaft und gewann am 16. Mai 1998 im Olympiastadion Berlin vor 35.000 Zuschauern – als Vorspiel zum Männerfinale – mit 6:2 gegen den FSV Frankfurt den nationalen Vereinspokal. In der Folgesaison wurde diese als Zweitplatzierter beendet und im Finale um den Vereinspokal am 12. Juni 1999 in Berlin musste sich ihre Mannschaft mit 0:1 dem 1. FFC Frankfurt geschlagen geben. Im Jahr 2000 gewann sie dann zwei weitere Titel: Zunächst schloss ihr Verein die Saison 1999/2000 als Deutscher Meister ab und auch den seit 1994 bestehende Wettbewerb um den DFB-Hallenpokal mit 4:3 im Neunmeterschießen gegen die Sportfreunde Siegen.
Zur Saison 2001/02 wechselte sie zum FFC Brauweiler Pulheim. Nach drei Jahren in Brauweiler kehrte sie nach Duisburg zurück, wo sie ein weiteres Jahr das Trikot der „Löwinnen“ trug. 2005 schloss sie sich dem Regionalligaaufsteiger Ratingen 04/19 an; während der Saison 2006/07 wurde die Mannschaft vom Spielbetrieb in der Regionalliga West zurückgezogen.

### Nationalmannschaft
Am 25. Januar 2002 bestritt sie in Panyu beim torlosen Testspiel gegen die US-amerikanische Nationalmannschaft – mit Einwechslung für Bettina Wiegmann in der 58. Minute – ihr einziges Länderspiel für die A-Nationalmannschaft.

## Erfolge
- Deutscher Meister 2000
- DFB-Pokal-Sieger 1998, -Finalist 1999
- DFB-Hallenpokal-Sieger 2000